# Roberto II de Hesbaye
Roberto II de Hesbaye, (m. 12 de julio del 807) fue un noble franco, Conde del Rheingau, Worms y Hesbaye alrededor del año 800. Hijo de Turimberto de Hesbaye, fue ascendiente masculino de la Dinastía Robertina.

## Descendientes
Roberto de Hesbaye es el antepasado más antiguo que se conoce con seguridad de la Dinastía Robertina. Su hijo fue Roberto III de Hesbaye y su nieto Roberto el Fuerte. Fue bisabuelo de dos reyes francos; Odón de Francia y Roberto I de Francia, que llegaron a gobernar el reino de Francia Occidental.
Uno de los descendientes masculinos por línea directa de Roberto fue Hugo Capeto (tras tataranieto), el fundador de la dinastía real francesa que gobernó en Francia sin solución de continuidad hasta 1848, aunque con un breve interregno causado por la Revolución francesa y el Primer Imperio Francés. Una rama de los Borbones asumió la corona española desde 1700; el actual monarca Felipe VI de España y su familia son sus descendientes directos. Varias ramas cadetes de la dinastía capeta han gobernado en otros países incluyendo Navarra, estados italianos anteriores a la Unificación de Italia, y otros.

## Posible linaje
Roberto fue probablemente el hijo de Turinberto de Hesbaye de Worms y Rheingau y así nieto de Roberto I de Neustria (h. 697–764). Una teoría alternativa es que era hijo de Roberto, hijo de Turinberto. Los antepasados paternos de Roberto I incluyeron: Lamberto, conde de Haspengau, el abuelo del primer rey carolingio, Pipino el Breve (h. 665–741)
1. Clodoberto II de Haspengau (fl. 650)
2. Lamberto de Hesbaye (h. 620–650)
3. Clodoberto I de Haspengau (h. 600–630)
4. Cariberto de Haspengau (h. 555–636)
5. Cariberto I, rey de París (h. 517-567)

La tatarabuela de Roberto de Hesbaye pudo haber sido la princesa Crotlinda (n. h. 670), una hija de Teodorico III, rey merovingio de Austrasia.
Es también posible que Ingerman de Hesbaye y Cancor fueran hermanos de Roberto de Hesbaye, y Landrada, madre de san Crodegango, arzobispo de Metz, es probable que fuera su hermana. Ermengarda, la esposa del emperador Ludovico Pío fue probablemente su sobrina.